# Natalia Chudzik
Natalia Chudzik (* 8. August 1989 in Koszalin) ist eine polnische Fußballspielerin, die von 2008 bis 2021 auch für die Nationalmannschaft spielte.

## Karriere

### Vereine
Chudzik begann im Alter von neun Jahren für den in Sianów ansässigen UKS Victoria SP2 Sianów mit dem Fußballspielen. Ab der Saison 2006/07 gehörte sie den in Konin ansässigen Medyk Konin das erste Mal im Seniorinnenbereich und bis Saisonende 2010/11 an, für den sie in der Ekstraliga Kobiet, der höchsten Spielklasse im polnischen Frauenfußball, zu Punktspielen kam und in diesen 34 Tore erzielte. Mit dem 4:3-Pokalsieg n. V. über RTP Unia Racibórz 2008 gewann sie mit der Mannschaft ihren ersten Titel im Seniorinnenbereich.  
Nach Racibórz gelangt, spielte sie dort für den Ligakonkurrenten RTP Unia Racibórz – von Saisonbeginn 2011/12 bis Abschluss der Hinrunde der Saison 2013/14, da sich der Verein nach der Winterpause vom Spielbetrieb zurückzog. In dieser Zeit hatte sie Anteil an zwei Meisterschaften und einem Pokalgewinn. In der Rückrunde der Saison bis zum Saisonende 2014/15 spielte sie für Górnik Łęczna. Anschließend spielte sie ein zweites Mal – und sieben Jahre lang – für Medyk Konin, mit dem sie je zweimal in Folge die Meisterschaft und den nationalen Vereinspokal errang.
Die Möglichkeit, das erste Mal im Ausland spielen zu können, reizte und nutzte sie. Für den in Cuneo ansässigen italienischen Freedom FC kam sie in der drittklassigen Serie C zum Einsatz. Nach der Saison 2022/23 verließ sie den Verein und kehrte nach Polen zurück. Dort unterzeichnete sie einen Vertrag mit dem Erstligisten KKS Czarni Sosnowiec.

### Nationalmannschaft
Chudzik debütierte als Nationalspielerin für den PZPN in der U19-Nationalmannschaft am 27. September 2005 in Dębica beim 7:0-Sieg über die U19-Nationalmannschaft Aserbaidschans im ersten Spiel der Gruppe 5 in der ersten EM-Qualifikationsrunde. Mit ihren zwei weiteren Einsätzen gegen die U19-Nationalmannschaften Sloweniens (3:0) und Tschechiens (0:0) qualifizierte sie sich mit ihrer Mannschaft für die zweite EM-Qualifikationsrunde, in denen sie ebenfalls alle drei Spiele der Gruppe A bestritt. Im ersten Spiel der ersten Qualifikationsrunde am 26. September 2006 in Sępólno Krajeńskie, beim 2:0-Sieg über die U19-Nationalmannschaft Armeniens, erzielte sie mit dem Treffer zum 1:0 in der 28. Minute ihr erstes Länderspieltor und erzielte zwei weitere im zweiten Spiel am 28. September 2006 in Szubin beim 7:0-Sieg über die U19-Nationalmannschaft Lettlands.
Für die angestrebte Europameisterschaft 2007 auf Island bestritt sie alle sechs Spiele in der Qualifikation, die erfolgreich abgeschlossen werden konnte. In der Gruppe B des Turniers wurde sie in allen drei Spielen eingesetzt. Im Folgejahr kam sie erneut in allen sechs Spielen der EM-Qualifikation 2007/08 zum Zuge, in denen ihr erneut ein Tor gelang.
Für die A-Nationalmannschaft bestritt sie in 14 Jahren 87 Länderspiele, in denen sie sieben Tore erzielte. Über die sich jährlich wiederholenden Freundschafts-EM- und -WM-Qualifikationsspielen nahm sie mit ihrer Mannschaft auch zweimal an internationalen Turnieren teil. Vom 2. bis zum 9. März 2016 kam sie im Turnier um den Zypern-Cup zum Einsatz und nach drei Spielen aus der Gruppe B als Sieger hervorgegangen, wurde sie auch im Finale eingesetzt. Die Begegnung mit der Nationalmannschaft Österreichs endete in Larnaka mit einer 1:2-Niederlage. Drei Jahre später gehörte sie der Mannschaft an, die an unterschiedlichen Orten an der Algarve im Turnier um den danach benannten und seit 1994 jährlich ausgetragenen Cup teilnahm. Sie trug mit zwei Spieleinsätzen in der Gruppe B als einer der zwei besten von vier Gruppensiegern zum Einzug ins Finale am 6. März 2019 in Parchal bei. In diesem – mit Einwechslung für Martyna Wiankowska in der 83. Minute – war sie mit ihrer Mannschaft der Nationalmannschaft Norwegens mit 0:3 unterlegen.

## Erfolge
Nationalmannschaft
- Algarve-Cup-Finalist 2019
- Zypern-Cup-Finalist 2016
- Istrien-Cup-Sieger 2015

Medyk Konin
- Polnischer Meister 2017
- Polnischer Pokal-Sieger 2008, 2017, 2019

RTP Unia Racibórz
- Polnischer Meister 2012, 2013
- Polnischer Pokal-Sieger 2012